# Pierre Batcheff
Pierre Batcheff (geboren Veniamin Michailovitsj Batsjev, Russisch: Вениамин Михайлович Батшев) (Harbin, 23 juni 1907 - Parijs, 13 april 1932) was een Frans acteur van Russische afkomst. Hij pleegde op jonge leeftijd zelfmoord.
Hij debuteerde in Genève bij Ludmilla en Georges Pitoëff en kwam in 1924 bij de film terecht, in Claudine et le poussin van Marcel Manchez). Zijn knappe verschijning en zijn elegante houding maakten hem binnen enkele jaren tot een populaire jonge minnaar in de Franse cinema. Voordat hij de onvergetelijke rol van generaal Lazare Hoche speelde in het indrukwekkende historisch drama Napoléon (Abel Gance, 1927), filmde hij onder regie van Jean Epstein, Marcel L'Herbier en Raymond Bernard. Als begaafde Pitoëff-leerling onderscheidde Pierre Batcheff zich door een professionele beroepsopvatting die hem tot een van de grote sterren van de Franse stomme film maakte.
Tijdens de opnamen voor La sirène des tropiques (1927), een romantische komedie waarin Batcheff Joséphine Baker als tegenspeelster had,  leerde hij de jonge regieassistent Luis Buñuel kennen. Die bood hem een jaar later de hoofdrol aan in de experimentele korte film Un chien andalou (1928). Deze ongewone rol in een ongewone film, die een schandaal heeft veroorzaakt, heeft het imago van Pierre Batcheff tot op heden bepaald.
Ondanks een indrukwekkende filmografie van 25 films in acht jaar denkt de filmliefhebber van nu eerder aan deze eerste surrealistische film van Buñuel wanneer de naam Pierre Batcheff valt. Vrijwel niemand herinnert zich zijn rol als Lazare Hoche in Napoléon of zijn rol als de verlegen advocaat Frémissin die hopeloos verliefd is op de mooie Cécile in de komedie Les Deux Timides (1929), de laatste stomme film van René Clair. De film werd geprezen om zijn pracht maar was financieel een grote mislukking, omdat het publiek in groten getale naar de geluidsfilm stroomde.

## Privéleven
Pierre Batcheff was van 1930 tot aan zijn overlijden in 1932 gehuwd met de monteuse en producente Denise Piazza, die later de naam Denise Tual aannam, de naam van haar tweede man, de producent Roland Tual.

## Overlijden
Pierre Batcheff overleed op 24-jarige leeftijd aan een overdosis Veronal. Hij heeft geen motief voor zijn daad nagelaten. Er wordt gespeculeerd dat de geluidsfilm er het zijne toe heeft bijgedragen.

## Filmografie
- 1923: Le Roi de Paris (Charles Maudru)
- 1924: Claudine et le poussin (Le Temps d'aimer) (Marcel Manchez)
- 1924: Princesse Lulu (E.B. Donatien)
- 1925: Autour d'un berceau (Georges Monca en Maurice Kéroul)
- 1925: Destinée (Henri Roussell)
- 1925: Le Double Amour (Jean Epstein)
- 1926: Feu Mathias Pascal (Marcel L'Herbier)
- 1926: Le Secret d'une mère (Georges Pallu)
- 1926: Le Joueur d'échecs (Raymond Bernard)
- 1927: Le Bonheur du jour (Gaston Ravel)
- 1927: Éducation de prince (Henri Diamant-Berger)
- 1927: En rade (Alberto Cavalcanti)
- 1927: Napoléon (Abel Gance)
- 1927: L'Île d'amour (Jean Daurand en Berthe Dagmar)
- 1927: La Sirène des Tropiques (Henri Etievant en Mario Nalpas)
- 1928: Monte Cristo (Henri Fescourt)
- 1928: Le Perroquet vert (Jean Milva)
- 1928: Vivre (Robert Boudrioz)
- 1928: Un chien andalou (Luis Buñuel) (middellange film)
- 1929: Les Deux Timides (René Clair)
- 1929: Illusions (Lucien Mayrardues)
- 1930: Le Rebelle (Adelqui Millar)
- 1930: Le Roi de Paris (Léo Mittler)
- 1930: Mitternachtsliebe (Augusto Genina en Carl Froelich) (Duitse versie van Les Amours de minuit)
- 1931: Les Amours de minuit (Augusto Genina en Marc Allégret)
- 1931: Baroud (Rex Ingram, Alice Terry en André Jaeger-Schmidt)
- 1931: Baroud / Love in Morocco (Rex Ingram) (Engelse versie))
- 1932 : Une nuit à Monte-Carlo (Robert Land) (middellange film)

- Biblioteca Nacional de España: XX1610823
- Bibliothèque nationale de France: cb13930132n (data)
- Catàleg d'autoritats de noms i títols de Catalunya: 981058525647606706
- Gemeinsame Normdatei: 137697716
- International Standard Name Identifier: 0000 0000 6302 5791
- Library of Congress Control Number: no99010456
- Nationale Bibliotheek van Tsjechië: xx0170589
- Nationale Bibliotheek van Israël: 987007446932205171
- SNAC: w6qz5fr4
- Système universitaire de documentation: 069168695
- Virtual International Authority File: 64194489
- WorldCat: E39PBJy4hwfCtDrY73XX8Frwmd